# Mario Smash Football
Mario Smash Football (スーパーマリオストライカーズ?, Sūpā Mario Sutoraikāzu, Super Mario Strikers) è un videogioco sportivo del franchise di Mario sviluppato da Next Level Games e pubblicato nel 2005 da Nintendo per Nintendo GameCube.

## Modalità di gioco
Mario Smash Football presenta una variante di calcio in cui non esistono regole, dato che sono assenti sia i falli che il fuorigioco. Ogni squadra è composta da cinque giocatori, di cui uno ricopre il ruolo di capitano, mentre il portiere viene controllato dal computer. Nel corso delle partite è possibile ricevere diversi tipi di power-up. Il titolo prevede una modalità multiplayer fino a quattro giocatori.
Le modalità di gioco sono le seguenti:
- Amichevole: si disputa una singola partita contro il computer o un amico
- Coppe: per vincere le coppe bisogna partecipare ai tornei
- Supercoppe: questa opzione si sblocca dopo aver vinto la COPPA BOWSER tra le coppe
- Coppe speciali: si può creare un proprio torneo personalizzato, con un massimo di 16 giocatori e 8 squadre.
- Scuola calcio: ci si può esercitare con i comandi di gioco e i vari personaggi
- Palmarès: qui si ammirano i premi conquistati

## Capitani della squadra
Mario, Luigi, Principessa Peach, Principessa Daisy, Yoshi, Donkey Kong, Wario, Waluigi, Squadra Omega (Super Team).

## Compagni di squadra
Toad, Koopa, Martelkoopa (Hammer Bro), Strutzi (Birdo).

## Portieri
Kritter, Robo-Kritter (Squadra Omega/Super Team).